# 富士達
富士達（Fujitec）是日本一家升降機、扶手電梯的生產商，於1948年成立，是日本唯一的電梯產品專門品牌。

## 概要
富士達成立於1948年，創辦人內山正太郎。總公司設立在滋賀県彦根市宮田町的"Big Wing"（ビッグウィング）內，在2006年（平成18年）從大阪府茨木市轉移，即現在的"Big Fit"（ビッグフィット）。
在日本市場佔有排名是升降機第四位，扶手電梯第五位，產品大多數設立於車站、公共設施和大型設施內。亦是最早在全世界設立分公司、工廠的日資電梯公司，特別是新加坡和香港擁有很高的市場佔有率。
富士達現時是大輪會會員之一。

## 歷史
- 1948年：在大阪府西區成立富士輸送機工業株式會社。
- 1963年：大阪證券交易所2部上市。
- 1964年：首間海外分公司於香港成立。
- 1965年：總部搬到大阪府茨木市，大阪工廠開始運作。
- 1970年：東京證券交易所2部上市。
- 1974年：公司易名為富士達（日文：フジテック）。
- 1989年：豐岡工廠（現在稱為ビッグステップ，Big Step）開始運作。
- 2000年：滋賀工廠（現在稱為ビッグウィング，Big Wing）開始運作。
- 2006年：總部、研究開發、生產線統合於Big Wing（ビッグウィング）
- 2010年：開發扶手電梯的生產基地"Big Step"及售後服務基地"Big Fit"（ビッグフィット）完成．
- 2012年：大阪證券交易所1部取消上市．

## 吉祥物
公司的吉祥物是テッキー（TECKY），中文譯作「代吉」，他是由英文字母「A」演變而成，而「A」字也是日文「安全」、「安心」的頭文字，目前在日本、中國和香港市場推廣兒童安全使用升降機和扶手電梯活動。

## 香港
富士達（香港）有限公司，是日本富士達的子公司，於1964年在香港成立，是一間升降機承建商，負責保養的升降機近6,000部，自動電梯 600部，佔全港升降機約一成，客戶遍及香港特別行政區政府各物業內之升降機及自動梯全面保養及維修服務、以及杏花邨等大型屋苑。寫字樓在干諾道西香港商業中心34樓。  

### 歷史
- 1964年8月：Fuji Engineering Co.(HK) Ltd. 成立。
- 1974年3月：公司易名為「富士達機械工程（香港）有限公司」。
- 1976年：參與「學徒訓練計劃」。
- 1985年8月：公司易名為「富士達（香港）有限公司」。
- 2014年：公司成立50周年。

## 用戶
台灣:
微風廣場
新光三越百貨
美麗華百樂園
寒舍艾麗酒店
清新溫泉飯店
晶英酒店
新竹喜來登飯店
台糖長榮酒店
台中市政都心/市政核心廣場
台灣高鐵新竹站、台南站
友達光電
華碩
聯電
聯發科
台積電

## 外部連結
- 富士達官方網站 （页面存档备份，存于）
- 富士達（香港）有限公司官方網站 （页面存档备份，存于）

Template:大輪會(里索那控股)